# Johan August Toll
Johan August Toll, född 6 februari 1865 i Högseröds församling, Malmöhus län, död 18 juni 1931 i Visby stadsförsamling, Gotlands län, var en svensk jurist. Han var brorson till Carl Florus och Gustaf Toll.

## Biografi
Toll avlade mogenhetsexamen 1885 och blev samma år student vid Uppsala universitet, där han avlade juridisk preliminärexamen 1886. Han avlade examen till rättegångsverken vid Lunds universitet 1892. Toll blev extra ordinarie notarie i Svea hovrätt samma år och häradshövding i Gotlands norra domsaga 1914. Han blev riddare av Nordstjärneorden 1924. Toll vilar på Norra kyrkogården i Visby.